# Янг, Джерри
Джерри Янг (англ. Jerry Yang, кит. трад. 楊致遠, упр. 杨致远, пиньинь Yáng Zhìyuǎn, палл. Ян Чжиюань; р. 6 ноября 1968 года в Тайбэе, Тайвань) — интернет-предприниматель, соучредитель и бывший генеральный директор компании Yahoo! Inc.

## Биография
Родился в Тайбэе 6 ноября 1968 года. Его отец умер, когда ему было два года. В возрасте десяти лет вместе с семьёй (матерью и младшим братом) переехал в Сан-Хосе, Калифорния, США. Его мать была преподавателем английского языка, поэтому через три года после переезда в Америку он смог начать свободно говорить по-английски. Окончил школу, затем получил степени сначала бакалавра, а затем магистра в области электротехники в Стэнфордском университете.
В 1994 году, ещё будучи студентом, совместно с Дэвидом Фило создал сайт «Гид по всемирной паутине Джерри и Дейва» (англ. Jerry and Dave’s Guide to the World Wide Web), состоящий из каталогов других сайтов; вскоре сайт был переименован в Yahoo! (с восклицательным знаком). Сайт очень быстро обрёл популярность, и в апреле 1995 года Янг и Фило основали компанию Yahoo! Inc.
В июне 2007 — январе 2009 годов, будучи на посту директора компании, был подвергнут жёсткой критике за нежелание увеличивать стоимость акций компании и отказ от предложения Microsoft о поглощении последней Yahoo!. В январе 2009 года покинул пост директора, но получил при этом пост Yahoo Chief («глава Yahoo!»), фактически оставшись во главе компании. 17 января 2012 года было объявлено, что Джерри Янг уходит в отставку со всех постов в компании.
Миллиардер, по оценке журнала Forbes состояние в 2015 году составило $2 млрд.

## Личная жизнь
Жена — Акико Ямадзаки, японского происхождения, выросла в Коста-Рике. Воспитывают 2 детей.